# Escansoriopterígids
Els escansoriopterígids (Scansoriopterygidae) són una família de dinosaures maniraptors grimpadors i planadors. Se n'han trobat restes fòssils a la formació de Tiaojishan (Juràssic mitjà-superior), situada a les províncies xineses de Liaoning i Hebei. Scansoriopteryx heilmanni fou el primer dinosaure no aviari amb adaptacions evidents a un estil de vida arborícola o semiarborícola.